# Conflict: Desert Storm II
Conflict: Desert Storm II (Conflict: Desert Storm II: Back to Baghdad i Nordamerika) är ett taktiskt shooter-datorspel som utvecklats av Pivotal Games och publiceras av SCi Games och Gotham Games för Microsoft Windows, PlayStation 2, Xbox och GameCube; Det är den andra delen i Conflict-serien.

### Fotnoter
1. ↑  ”GameSpy: Conflict: Desert Storm II Back to Baghdad Review”. 7 december 2005. Arkiverad från originalet den 18 juli 2008. https://web.archive.org/web/20080718115424/http://cube.gamespy.com/gamecube/conflict-desert-storm-ii-back-to-baghdad/493919p1.html. Läst 31 juli 2018.
2. ↑  ”Conflict: Desert Storm II” (på engelska). Eurogamer.net. https://www.eurogamer.net/articles/r_conflictds2_x. Läst 31 juli 2018.